# Sascha Heyer
Pour les articles homonymes, voir Heyer.
Sascha Heyer, né le 21 juillet 1972 à Zurich (Suisse), est un joueur de beach-volley suisse, désormais retraité. Il a notamment été Champion d'Europe de sa discipline.

## Biographie
Sascha Heyer participe à son premier tournoi de la FIVB en 1995. Il est médaillé d'argent aux Championnats d'Europe 2000, médaillé d'or en 2001, médaillé de bronze en 2003 et à nouveau médaillé d'argent en 2004 avec Markus Egger. L'année suivante, il est vice-champion du monde avec Paul Laciga. Heyer participe aux Jeux olympiques d'été de 2008 avec Patrick Heuscher et est éliminé au tour de repêchages. Il prend part aux Jeux olympiques d'été de 2012 avec Sébastien Chevallier et est éliminé en huitième de finale. En septembre 2012, il prend sa retraite après avoir gagné son septième titre de champion suisse,,.

## Palmarès

### Jeux olympiques d'été
- Pas de performance significative

### Championnats du Monde
- -  Médaille d'argent en 2005 à Berlin avec Paul Laciga

### Championnats d'Europe
- -  Médaille d'argent en 2000 à Getxo avec Markus Egger
  -  Médaille d'or en 2001 à Jesolo avec Markus Egger
  -  Médaille de bronze en 2003 à Alanya avec Markus Egger
  -  Médaille d'argent en 2004 à Timmendorfer Strand avec Markus Egger